# Campeonato Paraense Segunda Divisão
Il Campeonato Paraense Segunda Divisão è il secondo livello calcistico nello stato del Pará, in Brasile.

## Stagione 2020
- Atlético Paraense (Parauapebas)
- Caeté (Bragança)
- Cametá (Cametá)
- Fonte Nova (Belém)
- Gavião Kyikatejê (Bom Jesus do Tocantins)
- Izabelense (Santa Isabel do Pará)
- Paraense (Marituba)
- Parauapebas (Parauapebas)
- Pinheirense (Belém)
- Pedreira (Belém)
- Santa Rosa (Belém)
- São Francisco (Santarém)
- São Raimundo (Santarém)
- Sport Belém (Belém)
- Sport Real (Belém)
- Tiradentes (Belém)
- Tuna Luso (Belém)
- União Paraense (Benevides)
- Vênus (Abaetetuba)
- Vila Rica (Belém)

## Titoli per squadra
| Squadra         | Città       | Titoli |
| --------------- | ----------- | ------ |
| Vila Rica       | Belém       | 3      |
| Bragantino      | Bragança    | 3      |
| Pedreira        | Belém       | 2      |
| Time Negra      | Belém       | 2      |
| Vênus           | Abaetetuba  | 2      |
| Abaeté          | Abaetetuba  | 1      |
| Águia de Marabá | Marabá      | 1      |
| Ananindeua      | Ananindeua  | 1      |
| Castanhal       | Castanhal   | 1      |
| Independente    | Tucuruí     | 1      |
| Itupiranga      | Itupiranga  | 1      |
| Paragominas     | Paragominas | 1      |
| Parauapebas     | Parauapebas | 1      |
| Pinheirense     | Belém       | 1      |
| São Francisco   | Santarém    | 1      |
| Sport Belém     | Belém       | 1      |
| Tapajós         | Santarém    | 1      |
| Tiradentes      | Belém       | 1      |
| Tuna Luso       | Belém       | 1      |